# Moruzzi (famiglia)

Stemma araldico della famiglia

I Moruzzi, in greco Μουρούζης?, Mourousis, in romeno Moruzi, in russo Мурузи?, Muruzi, erano una famiglia greca fanariota di origine pontica (da Mourousa, vicino a Trebisonda).
Menzionata per la prima volta durante l'impero di Trebisonda, divenne una delle famiglie preminenti di Fener che diede alla Valacchia e alla Moldavia due ospodari.
Erano poliglotti, che parlavano correntemente il greco, il turco, il francese, il russo, l'italiano, il romeno e talvolta il tedesco o l'inglese, molti dei suoi membri erano Dragomanni della Sublime Porta; ispirati dalla filosofia dell'Illuminismo e incoraggiati dai progressi della Russia, che incominciava a porsi come protettrice dei cristiani dei Balcani e come possibile restauratrice dell'Impero Bizantino, partecipavano a cospirazioni come quelle della Filikí Etería.
I loro legami con la Russia e le loro politiche sui troni di Moldavia e Valacchia furono talvolta causa di guerre come la guerra russo-turca del 1806-1812, e molti di loro furono giustiziati dagli Ottomani per questo motivo.

## Dragomanni e Ospodari
Demetrio Moruzzi sposò Sultan Maurocordato, figlia di Nicolas Maurocordato, la coppia ebbe i seguenti figli:
- Constantino Moruzzi (1730-1797) Grand Dragomanno e ospodaro della Moldavia[3];
  - Alessandro Moruzzi (1750-1816), ospodaro di Valacchia e Moldavia[3] ;
    - Constantino Moruzzi, Grand Dragomanno nel 1821, giustiziato il 4 aprile 1821[3]
- Giorgio Moruzzi, Grand Dragomanno dal 1792 al 1795 e dal 1795 al 1796, giustiziato nel 1796[3].
- Demetrio Moruzzi (1768-1812), Grand Dragomanno dal 1808 al 1812, giustiziato il 25 ottobre 1812[3].
- Panagiotis Moruzzi, Dragomanno della Flotta dal 1809 al 1812, giustiziato l'8 novembre 1812[3].